# چیکاکو ناکایاما
چیکاکو ناکایاما (انگلیسی: Chikako Nakayama؛ زادهٔ ۳۰ اوت ۱۹۷۵) بدمینتون‌باز زن اهل ژاپن بود.